# Підтверджувальне упередження
Підтверджувальне упередження (англ. confirmation bias), інша назва — упередження мого боку (як — «ти на чиєму боці?»), — це тенденція шукати або інтерпретувати інформацію таким чином, щоб вона підтверджувала власні переконання або гіпотези. Люди демонструють це упередження, коли збирають або пам'ятають інформацію вибірково або коли вони її інтерпретують упереджено. Ефект сильніший для емоційно напружених питань та для сильних переконань. Люди також мають тенденцію інтерпретувати неоднозначні свідчення/інформацію з якогось питання як такі, що підтримують їхню усталену позицію щодо такого питання. Упереджений пошук, інтерпретація та пам'ять вважаються причинами таких явищ, як поляризація ставлень (коли суперечка стає все більш екстремальною попри те, що обидві сторони отримують однакові докази), сталість переконань (коли переконання залишаються навіть після того, як було доведено, що докази, на яких вони базувались, — хибні), ірраціональний ефект первинності (більше ваги надається інформації, отриманій раніше) та ілюзорна кореляція (коли люди хибно бачать зв'язок між двома подіями або ситуаціями).
Результати серії експериментів у 1960-х роках показали, що люди є упередженими на користь підтвердження своїх наявних переконань. Пізніші дослідження реінтерпретували ці результати як тенденцію тестувати ідеї однобоко, з фокусом на одну можливість та ігноруючи альтернативи. В певних ситуаціях ця тенденція може викривлювати висновки людей. Пояснення таких упереджень включають прийняття бажаного за дійсне та обмежену людську здатність до обробки інформації. Інше пояснення — людина демонструє підтверджувальне упередження, оскільки вона зважує вартість помилки у судженні, а не вивчає питання у нейтральний, науковий спосіб.
Підтверджувальні упередження впливають на надмірну впевненість в особистих переконаннях та можуть підтримувати або посилювати переконання при отриманні заперечувальних доказів. Погані рішення завдяки цим упередженням присутні як у політичному, так і в організаційному контексті.

## Типи
Підтверджувальні упередження — це ефекти обробки інформації та відрізняються від ефекту поведінкового підтвердження, що також називають «самовтілюване пророцтво», коли поведінка під впливом очікувань спричиняє те, що ці очікування справджуються. Деякі психологи використовують термін «підтверджувальне упередження» для тенденції уникати відкидання переконань (вірувань) при пошуку, інтерпретації чи пригадуванні доказів. Інші психологи обмежують використання цього терміну вибірковим пошуком інформації.

### Упереджений пошук інформації

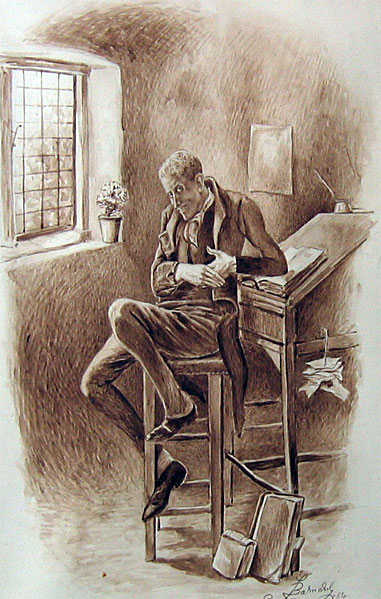
Підтверджувальне упередження описувалось як внутрішня «так-людина», що відтворює переконання людини як персонажа Чарлза Діккенса Урії Гіпа.

Експерименти неодноразово показували, що люди мають тенденцію тестувати гіпотезу однобоко, шукаючи докази, що узгоджуються з їх поточною гіпотезою. Замість того, щоб шукати за всіма наявними доказами, вони формулюють питання таким чином, щоб отримати ствердну відповідь, яка підтримує їх гіпотезу. Вони шукають наслідків, які вони б очікували, якби їх гіпотеза була правильною, замість того, щоб б сталося, якби вона була хибною. Наприклад, при використанні запитань формату «так/ні» для того, щоб дізнатися число, яке, як припускає особа, є три (3), може запитати: «Це непарне число?» Люди надають перевагу таким запитанням (називається «позитивний тест»), навіть якщо негативний тест, наприклад «Це парне число?» надасть абсолютно таку саму інформацію. Однак це не означає, що люди шукають тести, які гарантують позитивну відповідь. В дослідженнях, де учасники могли вибрати або такі псевдо-тести, або справжні діагностичні, вони надавали перевагу діагностичним.
Надання переваги позитивним тестам само по собі не є упередженням, оскільки вони також можуть бути дуже інформативними. Однак у поєднанні з іншими ефектами, така стратегія може підтвердити наявні переконання або припущення, незалежно від того, чи є вони правильними. В реальному світі докази часто складні та змішані. Наприклад, суперечливі думки про одну і ту ж особу можуть бути підтверджені, якщо фокусуватись на різних аспектах його/її поведінки. Тому пошук доказів на підтвердження наявної гіпотези швидше за все буде успішним. Формулювання питання може суттєво змінити відповідь, зокрема, люди, яких запитали «Ви задоволені Вашим суспільним життям?», показують більший рівень задоволеності, ніж ті, кого запитали «Ви незадоволені Вашим суспільним життям?»
Навіть маленька зміна у формулюванні запитання може впливати на те, як люди шукають відповіді серед наявної інформації, а отже, і на висновки, яких вони дійдуть. Це було продемонстровано на прикладі вигаданої справи про опіку над дитиною. Учасники прочитали, що один(-на) з батьків (A) був середньо здатний до виконання функцій опікуна по багатьох критеріях. Другий(-а) з батьків (B) мав суміш яскраво виражених гарних та поганих рис: близькі стосунки з дитиною, але роботу, яка потребувала відряджень на тривалий час. Коли питали: «Хто з батьків повинен отримати опіку над дитиною?», більшість учасників відповіла, що B, зважаючи переважно на позитивні риси. Однак, коли спитали: «Кому з батьків слід відмовити в опіці над дитиною?», вони дивились на негативні риси та більшість сказала, що B слід відмовити, що натякало, що опіка має бути надана A.
Схожі дослідження також продемонстрували, як люди упереджено займаються пошуком інформації, але також і те, що цей феномен може обмежуватись наданням переваги справжнім діагностичним тестам. В початковому експерименті учасники оцінювали іншу людину за категоріями особистості по шкалі «інтроверсія — екстраверсія» на основі інтерв'ю. Вони могли вибрати питання для інтерв'ю з наданого переліку. Коли людину, в якої брали інтерв'ю, представляли як інтроверта, учасники обирали питання, які передбачали інтроверсію, наприклад: «Що Вам неприємно у гучних вечірках?» Коли ж таку людину представляли як екстраверта, майже всі питання передбачали екстраверсію, наприклад: «Щоб Ви зробили для поліпшення нудної вечірки?» Ці питання з підтекстом не дозволяли (або давали мало шансів) людині, в якої брали інтерв'ю, «підробити» гіпотезу про неї. В пізнішій версії експерименту учасникам надавався менш жорсткий перелік питань для вибору, наприклад: «Чому Ви ухиляєтесь від соціальної взаємодії?» Учасники надавали перевагу таким більш загальнодіагностичним питанням, демонструючи лише слабке упередження на користь позитивних тестів. Ця тенденція до надання переваги більш діагностичним тестам була підтверджена і іншими дослідженнями.
Риси особистості впливають та взаємодіють з процесом упередженого пошуку інформації. Люди різняться у своїх здатності захищати свої ставлення від зовнішнього впливу в частині селективного сприйняття. Селективне сприйняття — це коли людина шукає інформацію, яка швидше відповідає, а не суперечить, їх особистим переконанням. Було проведено експеримент, який вивчав, в якій мірі люди можуть спростовувати докази, що суперечать їх особистим переконанням. Для формулювання доказів, більш впевнені люди з більшою готовністю шукають інформацію, яка суперечить їх особистій думці. Невпевнені люди не шукають суперечливу інформацію та надають перевагу інформації, що підтримує їх власну думку. Люди створюють та оцінюють свідчення в доказах, які є упередженими на користь їх власних переконань та думок. Вищі рівні впевненості знижують ступінь надання переваги інформації, що підтримує власні переконання.
В іншому експерименті учасники повинні були виконати складне завдання на пошук правил, що включали рух об'єктів в комп'ютерній симуляції. Об'єкти на екрані комп'ютера рухались за певними правилами, а учасники мали їх з'ясувати. Учасники могли «вистрілювати» об'єкти по екрану для тестування їх гіпотез. Однак, незважаючи на багато спроб протягом 10-годинного експерименту, жоден з учасників не вгадав правила системи. Вони переважно намагались підтвердити, а не спростувати свої гіпотези та не хотіли розглядати альтернативи. Навіть після отримання об'єктивних свідчень, які суперечили їх гіпотезам, вони часто повторювали ті самі тести. Деяким учасникам повідомили про правильний спосіб тестування гіпотез, однак ці знання не мали майже ніякого впливу на їх дії.

### Упереджена інтерпретація
—Майкл Шермер
Підтверджувальні упередження не обмежені пошуком доказів. Навіть якщо дві людини мають однакову інформацію, упередженою може бути її інтерпретація.
Команда в Стенфордському університеті провела експеримент з учасниками, які мали сильні переконання з питання страти (половина учасників — «за» і половина — «проти»). Кожен учасник читав опис двох досліджень: порівняння штатів США з та без смертної кари та порівняння кількості вбивств у штаті до та після запровадження смертної кари. Після того, як учасники прочитали короткий опис кожного дослідження, їх питали, чи не змінилося їх переконання. Після того, вони читали більш повний опис процедури проведення кожного з досліджень і повинні були оцінити, чи було дослідження правильно проведене та переконливе. Насправді обидва дослідження були вигадані, при цьому половині учасників повідомили, що перше з досліджень підтримує наявність ефекту стримування, а друге — заперечує його, а другій половині учасників сказали навпаки.
Учасники (і прихильники, і противники смертної кари) повідомили про невелику зміну своїх ставлень в напрямку висновків першого дослідження, яке вони прочитали. Після того, як вони прочитали більш детальний опис процедур двох досліджень, майже все повернулися до своїх початкових переконань, незважаючи на надані докази, вказуючи на деталі, які підтримували їх точку зору, та відкидаючи все, що їй суперечило. Учасники описали дослідження, що підтримували їхню точку зору, як кращі за ті, що їй суперечили, з наведенням деталей, чому. Наприклад, прихильник смертної кари, описуючи дослідження, яке начебто заперечувало ефект стримання, написав: «Дослідження не покриває достатньо довгий проміжок часу», а противник про те саме дослідження сказав таке: «Суттєвих доказів, які б суперечили дослідникам, не наведено». Результати продемонстрували, що люди встановлюють вищі стандарти для доказів гіпотези, яка суперечить їх наявним переконанням/очікуванням. Цей ефект, відомий як «упередження відсутності підтвердження», був виявлений і іншими експериментами.

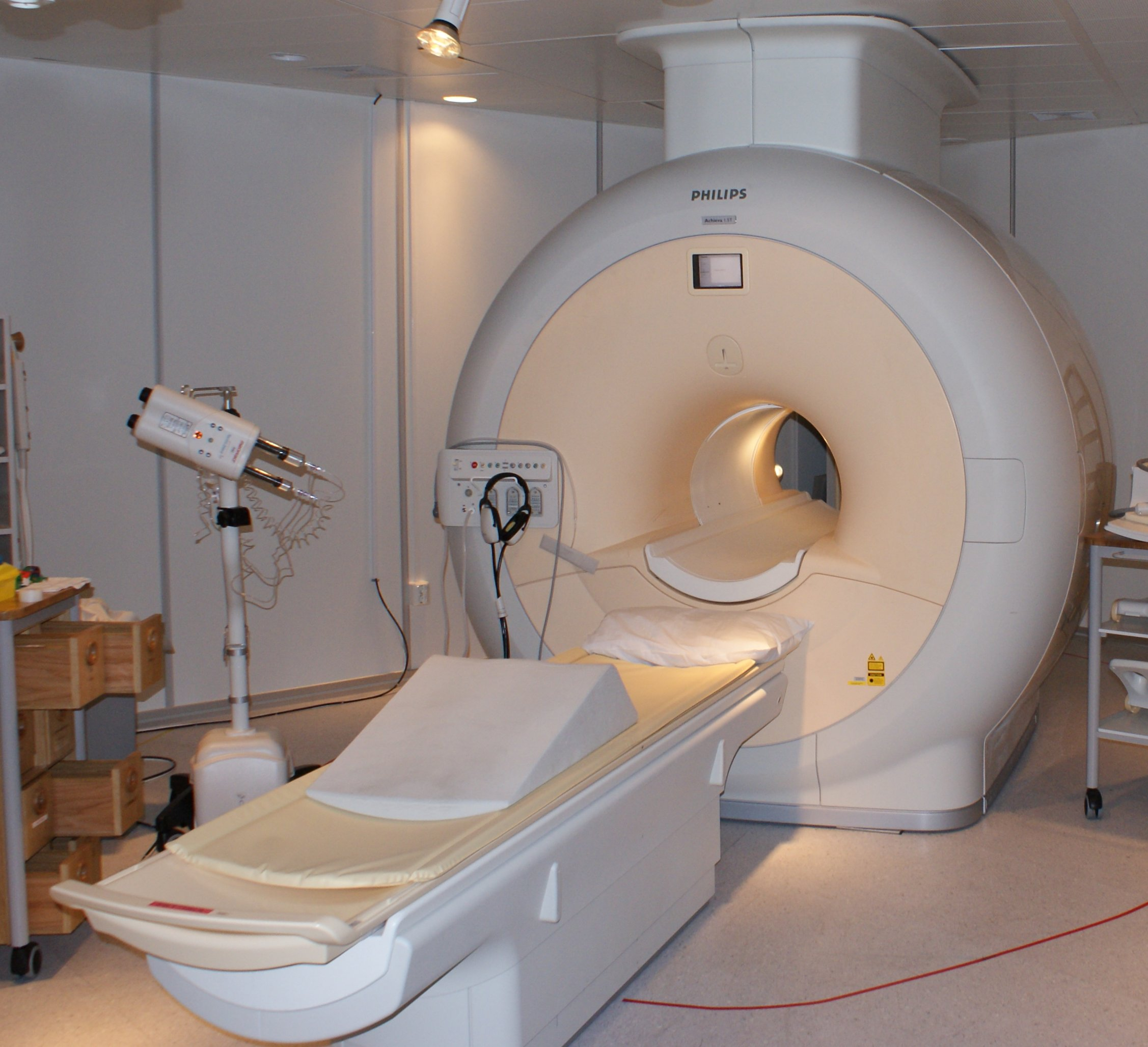
Сканер МРТ дозволив дослідникам вивчати, як мозок людини реагує на неприйнятну інформацію.

Інше дослідження упередженої інтерпретації здійснювалось протягом кампанії з виборів президента США 2004 року та включали учасників, які були сильними прихильниками якогось з кандидатів. Цим учасникам показали суперечливі на вигляд пари тверджень або від кандидата-республіканця Джорджа Буша, або від кандидата-демократа Джона Керрі або від політично нейтральної публічної фігури. Їм також надали твердження, які начебто пояснювали/усували цю суперечливість. На основі цих трьох шматочків інформації учасники повинні були вирішити, чи є твердження непослідовними.:1948 В результаті була отримана суттєва різниця в оцінках, коли учасники з набагато більшою ймовірністю оцінювали твердження «чужого» кандидата як суперечливі.:1951
У цьому експерименті учасники надавали свої оцінки, перебуваючи в МРТ, який моніторив активність їх мозку. Коли учасники оцінювали суперечливі твердження свого кандидата, були збуджені емоційні центри мозку. А при оцінці інших тверджень такого не відбувалось. Експериментатори припустили, що різні реакції на твердження надходили не через пасивні помилки суджень, а через те, що учасники активно зменшували когнітивний дисонанс, викликаний тим, що вони прочитали про ірраціональну чи лицемірну поведінку їх улюбленого кандидата.
Упередження при інтерпретації переконань дуже стійкі, незалежно від рівня інтелекту. Учасники експерименту склали тест SAT (тест на вступ до коледжу в США) для оцінки їх рівня інтелекту. Після тесту вони ознайомились з інформацією щодо безпеки автомобілів, в якій експериментаторами була змінена країна походження авто. Учасники з США надавали свою думку, чи таке авто повинно бути заборонено в країні за шестибальною шкалою, де один означало «однозначно так», а шість — «точно ні.» Спочатку учасники оцінювати, чи вони б випустили небезпечну німецьку машину на вулиці Америки та небезпечну американську машину на вулиці Німеччини. Учасники зазначили, що небезпечну німецьку машину в Америці слід заборонити швидше, ніж небезпечну американську машину в Німеччині. Різниця в рівні інтелекту не відігравала жодної ролі в тому, який бал учасники ставили забороні машини.
Упереджена інтерпретація не обмежується емоційно важливими темами. В іншому експерименті учасникам розповіли історію про крадіжку. Вони мали оцінити важливість доказів свідчення за або проти вини певної особи. Коли вони робили припущення щодо вини чи невинності, то оцінювали твердження, які підтримували їх гіпотезу як більш важливі, ніж ті, що їм суперечили.

### Упереджена пам'ять
Навіть якщо люди збирають та інтерпретують інформацію нейтральним чином, вони все одно можуть її пам'ятати вибірково для підсилення своїх очікувань. Цей ефект називається «селективне пригадування», «підтверджувальна пам'ять» або «пам'ять за доступом». Психологічні теорії щодо селективного пригадування різняться. Теорія схем передбачає, що інформація, яка відповідає попереднім очікуванням, легше запам'ятовується та зберігається, ніж інформація, яка їм не відповідає. Деякі альтернативні підходи вважають, що неочікувана інформація виділяється і тому запам'ятовується. Постулати обох цих теорій були підтверджені у різних експериментальних умовах, а тому жодна теорія поки що не отримала переваги.
В одному з досліджень учасники читали інформацію про жінку, яка мала суміш екстравертивної та інтровертивної поведінки, після чого вони повинні були пригадати приклади її екстраверсії та інтроверсії. Одній групі сказали, що це необхідно для оцінки її придатності на посаду бібліотекаря, а іншій — для посади ріелтора. В результаті була отримана значуща різниця між тим, що пригадували ці дві групи: перша пригадувала більше інтровертивних прикладів, а друга — прикладів екстраверсії.
Ефект селективного пригадування також був продемонстрований в експериментах, які маніпулюють привабливістю типу особистості. В одному з таких експериментів одній групі учасників навели докази, що есктраверти є більш успішними, ніж інтроверти, а другій групі — навпаки. У наступному, начебто непов'язаному, дослідженні обидві групи попросили пригадати події зі свого життя, коли вони поводились інтровертивно або екстравертивно. Кожна з груп надала більше прикладів, пов'язаних з більш привабливим типом та пригадувала такі випадки швидше.
Зміни емоційного стану також можуть впливати на пригадування. Учасники оцінювали, як вони почували себе, коли вперше дізналися, що О. Джей Сімпсон був виправданий за звинуваченням у вбивстві. Вони описували свої емоційні реакції та рівень впевненості у вердикті через один тиждень, два місяці та один рік після суду. Результати вказували на те, що оцінка учасників щодо вини Сімпсона змінювалася з перебігом часу. Чим більше змінювалась думка учасників щодо вердикту, тим менш стабільними були їх спогади щодо їх первинних емоційних реакцій. Коли учасники пригадували свої первинні емоційні реакції через два місяці та через один рік, їх оцінка минулої реакції була дуже схожа на їх оцінку поточної реакції. Люди демонструють досить значне підтверджувальне упередження при обговоренні їх думок щодо суперечливих питань. Пригадування та побудова досвіду переглядаються в залежності від відповідних емоційних станів.
Підтверджувальне упередження впливає на точність пригадування. В одному з досліджень, вдови та вдівці оцінювали силу їх скорботи через шість місяців та через 5 років після смерті їх чоловіка/дружини. Учасники відзначили вищу ступінь скорботи через 6 місяців у порівнянні з 5 роками. Однак, коли через 5 років їх спитали, як вони почувалися через 6 місяців після смерті їх половинки, сила скорботи, яку вони пригадали, мала високу кореляцію з їх поточними відчуттями. Було зроблено припущення, що емоційні спогади пригадуються з урахуванням поточного емоційного стану, тобто людина ймовірно використовує поточний емоційний стан для аналізу, як вони відчували себе в минулому.
Ще одне дослідження продемонструвало, як вибіркове пригадування може підтримувати переконання (віру) у екстрасенсорне сприйняття. Людям, які вірили та не вірили у таке сприйняття, показали опис експериментів з екстрасенсорного сприйняття. Половині учасників в кожній з цих двох груп сказали, що експериментальні результати підтверджують існування такого сприйняття, а половині — що ні. Після цього при тестуванні більшість учасників правильно пригадувала показаний їм матеріал, крім тих віруючих, які прочитали непідтримуючі свідчення. Ця група пам'ятала значно менше наведеної інформації, а деякі ще й неправильно пригадували результати як підтримуючі екстрасенсорне сприйняття.

## Пов'язані ефекти

### Поляризація думок
Коли люди з протилежними поглядами інтерпретують нову інформацію упереджено, їхні погляди можуть розійтися ще далі. Це називається «поляризацією ставлень». Ефект був продемонстрований в експерименті, в якому витягалися ряд червоних та чорних кульок з одного або другого прихованих ящиків. Учасники знали, що один з ящиків містив 60 % чорних та 40 % червоних кульок, а інший — 40 % чорних та 60 % червоних. Експериментатори спостерігали, що відбувалось коли кульки різних кольорів витягались по черзі, тобто у послідовності, яка не надає переваги якомусь з ящиків. У міру витягання кожної кульки учасників однієї з груп просили вголос називати свої судження стосовно ймовірності, що кулька була витягнута з одного чи другого ящика. І ці учасники ставали все більш впевненими у своїх оцінках з кожною наступною кулькою — незалежно від того, вважали вони, що кулька була з більшою ймовірністю витягнута з ящика з 60 % чорними або з ящика з 60 % червоними кульками, їх оцінка ймовірності зростала. Іншу групу учасників попросили зазначити оцінку ймовірності, з якого ящика була витягнута серія кульок, лише по завершенню серії. Вони не продемонстрували ефекту поляризації, що свідчить, що він не обов'язково виникає, коли люди просто мають протилежні оцінки, а лише тоді, коли вони відкрито їх називають.

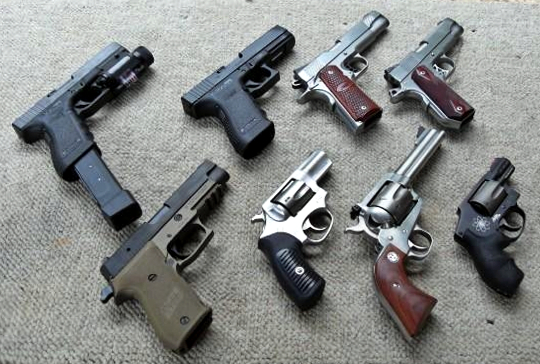
Різки думки щодо таких питань, як володіння зброєю, можуть упереджувати те, як людина інтерпретує нові свідчення.

Менш абстрактним дослідженням було Стенфордський експеримент з упередженої інтерпретації, в якому учасники з яскраво вираженими позиціями щодо смертної кари ознайомлювались зі змішаними експериментальними свідченнями. Двадцять три відсотки учасників повідомили, що їх переконання підсилились, і така зміна сильно корелювала з їх початковими ставленнями. У пізніших експериментах учасники також повідомляли, що їх думки також ставали більш різкими після отримання неоднозначної інформації, однак порівняння їх ставлень до та після отримання нових свідчень не показали суттєвих змін, що може свідчити про те, що самостійно оцінені зміни можуть насправді не існувати. На основі цих експериментів, Діанна Кун та Джозеф Лао зробили висновок, що поляризація є справжнім феноменом, однак далека від неминучості і трапляється лише у невеликій кількості випадків. Вони з'ясували, що таке упередження спонукається не лише розглядом змішаних свідчень, а й просто розмірковуванням над таким питанням.
Чарльз Табер та Мільтон Лодж доводили, що результат Стенфордської команди було важко відтворити, оскільки докази, використані у наступних експериментах, були дуже абстрактні або неясні для отримання емоційної реакції. Дослідження Табера та Лоджа використовувало емоційно гострі для США теми контролю за зброєю та позитивних дій. Вони вимірювали ставлення учасників цих досліджень до цих питань до та після читання доказів з кожної сторони дискусії. Дві групи учасників показали поляризацію ставлень: люди з сильними попередніми думками з цих питань та політично підковані. В частині цього дослідження учасники обирали, які джерела інформації читати, з переліку, підготованого науковцями. Наприклад, вони могли читати докази з питання контролю за зброєю від Національної стрілецької асоціації та Коаліції Брейді проти зброї. Навіть після інструктажу щодо необхідності бути нейтральними, учасники все одно з більшою ймовірністю обирали ті докази, які підтримували їх наявні ставлення. Такий упереджений пошук інформації корелював з ефектом поляризації.
«Ефект зворотнього результату» — це термін, який застосовується для ситуації, коли при свідченнях проти їх переконань, люди можуть відкинути ці свідчення та стати більш переконаними. Термін був вперше використаний Брендоном Ніаном та Джейсоном Райфлером.

### Сталість дискредитованих переконань
—Лі Росс та Крейг Андерсон
Підтверджувальні упередження можуть бути використані для пояснення, чому деякі переконання залишаються, коли їх початкові докази щезають. Така тривалість існування переконань була продемонстрована в серії експериментів, які використовували так звану «парадигму доповіді»: (1) учасники читають про несправжні докази гіпотези, вимірюється зміна їх ставлення; (2) після цього їм детально пояснюють, в чому була підробка доказів, («розвінчують») і знову вимірюють зміну їх ставлень, щоб побачити, чи повернулись їх переконання на початковий рівень.
Загальний результат для цих експериментів — принаймні частина початкового переконання лишається після такого «розвінчування». В одному з експериментів учасників просили розрізнити справжні та підроблені записки самогубців. Коментар науковців на думки учасників експерименту був випадковий: частині казали, що вони добре вгадали, частині — що погано. І навіть після того, як учасникам детально розповіли про експеримент та випадковість коментарів, учасники все одно залишались під впливом коментарів — вони продовжували думати, що вони є кращі або гірші за середнє в таких завданнях, в залежності від того, який коментар вони отримали на початку.
В іншому дослідженні, учасники читали оцінки роботи двох пожежників та їх реакції на тест з неприйняття ризику. Ці дані були сфабриковані таким чином, щоб показувати негативну або позитивну кореляцію: частині учасників надали інформацію, що пожежник, який любить ризикувати, мав більші успіхи, ніж обережний, деяким — навпаки. Навіть якби ці дані були справжніми, дві оцінки є дуже поганим науковим доказом, щоб робити висновки про всіх пожежників. Однак для учасників вони були суб'єктивно переконливі. Коли ж учасникам сказали, що дані були вигадані, їх віра у зв'язок зменшилась, однак залишилась на рівні близько половини початкового ефекту. Інтерв'ю після експерименту підтвердили, що учасники зрозуміли «розвінчування» та сприйняли його серйозно; вони йому вірили, однак відкидали цю інформацію, як таку, що не стосується їх особистих переконань.

### Надання переваги більш ранній інформації
Експерименти показали, що інформація має більшу вагу, якщо вона отримана раніше, навіть коли порядок її отримання не важливий. Наприклад, люди формують більш позитивні враження про когось «розумного, працьовитого, імпульсивного, критичного, впертого, заздрісного», ніж коли ті самі характеристики подані у зворотньому порядку. Цей ефект ірраціональної первинності незалежний від ефекту первинності, коли більш ранні елементи (слова) в серії залишають більший слід у пам'яті. Одним з пояснень цього ефекту є упереджена інтерпретація: коли людина бачить початковий доказ (свідчення), вона формує робочу гіпотезу, яка впливає на те, як вона інтерпретує всю наступну інформацію.
В одній з демонстрацій ірраціональної первинності використовувались кольорові жетони, що були «витягнуті» з двох ящиків. Учасникам казали кольоровий розподіл в цих ящиках та просили оцінити ймовірність того, що жетон був витягнутий з кожного з цих ящиків. Насправді жетони були розташовані у спеціальному порядку: «витягування» перших тридцяти надавало перевагу першому ящику, а наступних тридцяти — другому. Серія в цілому була нейтральною, тому, раціонально, обидва ящики були однаково ймовірні. Однак, після 60 «витягувань», учасники експерименту надавали перевагу тому ящику, який частіше фігурував у перших 30 «витягуваннях».
Інший експеримент включав слайд-шоу одного і того ж об'єкту, який спочатку показували дуже розмито з покращенням фокусу у кожному наступному слайді. Після кожного слайду, учасники повинні були запропонувати свою здогадку щодо зображеного об'єкта. Учасники, чиї перші здогадки були неправильними, наполягали на цих здогадках, навіть коли картинка вже була настільки сфокусована, що інші люди легко впізнавали цей предмет.

### Ілюзорний зв'язок між подіями
Ілюзорна кореляція — це тенденція бачити зв'язки у наборі даних, які насправді відсутні. Ця тенденція вперше була продемонстрована в серії експериментів наприкінці 1960-х. В одному з експериментів учасники читали декілька матеріалів практичних психологічних досліджень, які включали відповіді на тест Роршаха. Вони зробили висновок про те, що гомосексуали мають більшу схильність бачити у фігурах тесту сідниці або інші сексуально двозначні фігури, ніж гетеросексуали. Насправді ж, всі ці матеріали досліджень були повністю вигадані, а в одній з версій експерименту, з матеріалів взагалі виходило, що гомосексуали бачать такі фігури у тестах менш часто, ніж гетеросексуали. В опитуванні, група досвідчених психоаналітиків повторила такі ж самі ілюзорні висновки про зв'язки реакцій на малюнки та гомосексуальністю.
Інше дослідження протягом 15 місяців записувало симптоми пацієнтів з артритом та погодні умови. Майже всі пацієнти повідомили, що їхні болі були пов'язані з погодними умовами, хоча реальна кореляція дорівнювала нулю.
Цей ефект є типом викривленої (упередженої) інтерпретації, коли об'єктивно нейтральні або негативні докази інтерпретуються для підтримки наявних переконань. Він також пов'язаний з упередженнями в поведінці з тестування гіпотез. При оцінці зв'язку двох подій, як от хвороби та поганої погоди, люди сильно покладаються на кількість випадків так-так: у цьому прикладі, коли одночасно був біль та погана погода. Вони звертають відносно мало уваги на інші види спостережень (відсутність болю та/або хороша погода). Це схоже на покладання на гарні результати при тестуванні гіпотези, а може також свідчити про селективне пригадування, коли люди відчувають, що дві події пов'язані, оскільки легше пригадувати випадки, коли вони відбувались одночасно.
| Дні              | Дощ | Ясно |
| ---------------- | --- | ---- |
| Біль від артриту | 14  | 6    |
| Болю немає       | 7   | 2    |

У наведеному вигаданому прикладі, приступи артриту більш ймовірні у дні без дощу, однак людина з більшою ймовірністю сфокусується на відносно великій кількості днів, коли був і приступ, і дощ. Приділяючи увагу лише одній клітинці таблиці з чотирьох, людина може дійти хибних висновків, у цьому випадку, що дощ є причиною приступів артриту.

## Історія

### Неформальні спостереження
Задовго до психологічних досліджень підтверджувального упередження, згадку про феномен можна знайти у письменників, наприклад у давньогрецького історика Фукідіда (бл. 460 до н. е. — бл. 395 до н. е.), італійського поета Данте Аліґ'єрі (1265—1321), англійського філософа та вченого Френсіса Бекона (1561—1626), та російського письменника Льва Толстого (1828—1910). Фукідід у Історії Пелепоннеської війни писав: «… бо це звичка людства піддаватися бездумній надії на те, чого вони прагнуть та використовувати власні судження, щоб відкинути те, що їм не подобається.» В поемі Божественна комедія, Святий Тома Аквінський дає пораду Данте, коли вони зустрічаються в Раю: «ті, що швидко формують власну думку, можуть помилитися і тоді прив'язаність до власної думки зв'язує та ув'язнює розум.»
Бекон в роботі «Новий Органон» написав:
Розуміння людини, коли вона вже прислала до якоїсь думки, ... притягує всі речі для її підтримки та погодження з нею. І хоча більша існує кількість і вага моментів з іншого боку, цими вона нехтує або зневажає, або за якоюсь ознакою відставляє або відкидає[.]
 Бекон сказав, що упереджена оцінка доказів рухає «всіма забобонами, в астрології, снах, знаменнях, божественній справедливості та іншому».

В есе «Що є мистецтво?» Л.Толстой написав: 
Я знаю, що більшість людей, не лише тих, хто вважається розумним, але і тих, хто насправді дуже розумні та можуть зрозуміти найскладніші наукові, математичні та філософські проблеми, можуть дуже рідко зрозуміти хоча б просту та очевидну істину, однак таку, яка примушує їх припустити, що сформоване ними деколи з великими зусиллями судження про предмет, судження, яким вони пишаються, якому вони навчали інших, на основі якого вони побудували своє життя, - що це судження може бути хибним.
В трактаті «Царство Боже всередині вас…» (1893) він написав схоже: «Найскладніші деталі можуть бути пояснені найбільш тупій людині, якщо вона ще не сформувала свою думку про них; однак найпростіша річ не може бути пояснена найрозумнішій людині, якщо вона твердо переконана, без тіні сумнівів, що вона вже знає, що перед ним.»

### Дослідження Вейсона щодо тестування гіпотез
Сам термін «підтверджувальне упередження» був запропонований англійським психологом Пітером Вайсоном (англ. Peter Cathcart Wason). В експерименті, результати якого були опубліковані в 1960 році, він зажадав від учасників сформулювати правило, яке б стосувалося трійок чисел. На початку, їх сказали що трійка (2,4,6) відповідає правилу. Учасники могли пропонувати власні трійки, а експериментатор повідомляв їм, чи відповідає така трійка правилу.
І хоча насправді правило було «будь-яка висхідна послідовність», учасникам було дуже важко його вгадати. При цьому вони часто пропонували значно складніші правила, наприклад: «друге число є середнім першого та третього». Учасники тестували лише трійки на позитивний приклад, тобто ті, які відповідали їх гіпотезі щодо правила. Наприклад, якщо вони думали, що правило: «наступне число на два більше ніж попереднє», вони пропонували трійку, яка йому відповідала, напр. (11,13,15), а не трійку, яка його порушувала, наприклад (11,12,19).
Вейсон вірив у фальсифікаціонізм, відповідно до якого наукове тестування гіпотези — це серйозна спроба її спростувати і тому він проінтерпретував результати експерименту так, що учасники надавали перевагу підтвердженню, а не спростуванню, звідси і термін «підтверджувальне упередження». Він також використав підтверджувальне упередження для пояснення результатів свого експерименту на задачу з вибору. У цій задачі учасникам надали часткову інформацію щодо набору предметів, а вони повинні визначити, яка додаткова інформація їм потрібна для того, щоб сказати, чи застосовується до цього набору умовне правило («Якщо A, тоді B»). Неодноразові дослідження показали, що люди дуже погано справляються з різними формами цього тесту, у більшості випадків ігноруючи інформацію, яка могла б потенційно скасувати правило.

### Критика Клеймана та Ха
У роботі 1987 року Джошуа Клейман та Янг-Вон Ха доводили, що експерименти Вейсона насправді не продемонстрували упередження на користь підтвердження. Натомість, вони проінтерпретували результати як тенденцію людей робити тести, які узгоджуються з робочою гіпотезою і назвали це «стратегія позитивних тестів». Ця стратегія є прикладом евристики — «короткого шляху» при розмірковуванні, який неідеальний, однак легкий для реалізації. Для свого стандарту в тестуванні гіпотез, Клейман та Ха використали не фальсифікаціонізм, а баєсову ймовірність та теорію інформації. Відповідно до цих ідей, кожна відповідь на питання дає різний обсяг інформації, що залежить від наявних переконань людини. Тому наукове тестування гіпотези — це те, яке має принести найбільше інформації. Оскільки склад інформації залежить від первісних ймовірностей, позитивний тест може бути високо- або неінформативним. Клейман та Ха доводили, що коли люди думають про реалістичні проблеми, вони шукають конкретну відповідь з невисокою первісною ймовірністю. В цьому випадку, позитивні тести як правило більш інформативні, ніж негативні. Однак, у задачі Вейсона на пошук правила відповідь «три числа у висхідному порядку» дуже широка, а тому позитивні тести навряд чи дадуть інформативні відповіді. Клайман та Ха підтримали свій аналіз прикладом експерименту, який використовували ярлики «DAX» and «MED» замість «відповідає правилу» та «не відповідає правилу». Це дозволило уникнути припущення, що метою є знайти правило з низькою ймовірністю. В цій версії експерименту учасники були набагато успішніші.
| Серед множини можливих трійок ті, що відповідають правилу, показані схематично як коло. Гіпотеза про правило показана як менше коло всередині першого. | Два кола, що частково перехрещуються — справжнє правило та гіпотеза про правило. Будь-яке спостереження, яке попадає в неперехрещені частини кіл, показує, що правило та гіпотеза — не ідентичні, а отже спростовує гіпотезу. | Трійки, що відповідають гіпотезі, показані як коло всередині множини можливих трійок. Справжнє правило — менше коло всередині першого. |

В світлі цієї та інших критик, фокус досліджень змістився від підтвердження проти спростування до дослідження, чи люди тестують гіпотези інформативним шляхом або неінформативним, але позитивним. Пошук «справжнього» підтверджувального упередження примусив психологів подивитися на широкий спектр наслідків обробки людиною інформації.

## Пояснення
Підтверджувальне упередження часто визначається як результат автоматичних, ненавмисних стратегій, а не зумисного обману. Відповідно до Роберта Маккуна, найбільш упереджена обробка інформації відбувається внаслідок комбінації «холодного» (когнітивного) та «гарячого» (мотивованого, емоційного) механізмів.
Когнітивні пояснення підтверджувального упередження засновані на обмеженнях людської здатності до обробки складних завдань та відповідних скороченнях шляху, що при цьому використовуються і називаються евристикою. Наприклад, люди можуть оцінювати надійність свідчень, використовуючи евристику доступності — тобто те, наскільки легко якась ідея спадає на думку. Можливо також, що люди можуть одночасно фокусуватись лише на одній думці з якогось питання, тому їм складно паралельно тестувати альтернативні гіпотези. Інша евристика — це стратегія позитивних тестів, яку виявили Клейман та Ха, тобто коли люди тестують гіпотезу шляхом вивчення тих випадків, в яких вони очікують прояв характеристики або настання події, яку вони підтримують. Ця евристика уникає складного або неможливого завдання з'ясувати, наскільки діагностичним буде кожне можливе питання. Однак така евристика не є повністю надійною, тому люди не бачать викликів своїм наявним переконанням.
Мотиваційні пояснення підтверджувального упередження включають вплив бажання на переконання, що деколи називають «прийняття бажаного за дійсне». Відомо, що люди надають перевагу приємним думкам над неприємними багатьма шляхами («принцип Поліанни»). При застосуванні до аргументів або джерел доказів, таке ставлення може пояснити, чому з більшою ймовірністю вірять бажаним висновкам. Відповідно до результатів експериментів, які маніпулювали бажаністю висновків, люди вимагають високої якості доказів для неприємних ідей та приймають низький стандарт для ідей, яким вони надають перевагу. Іншими словами, для одних ідей вони питають «Чи можу я цьому вірити?», а для інших — «Чи вимушений я цьому вірити?». І хоча постійність є бажаною характеристикою ставлень, надмірне прагнення до постійності — це потенційне джерело упередження, оскільки воно може завадити людини нейтрально оцінювати нову, неочікувану інформацію. Соціальний психолог Зіва Кунда поєднала когнітивну та мотиваційну теорію. доводячи, що мотивація створює упередження, але саме когнітивні фактори визначають його величину.
Пояснення в термінах зисків і витрат припускають, що люди не просто нейтрально тестують гіпотези, а оцінюють вартість різних помилок. Використовуючи ідеїеволюційної психології, Джеймс Фрідріх припускає, що при тестуванні гіпотези людина в першу чергу намагається уникнути найбільш вартісних помилок, а не знайти істину. Наприклад, роботодавці при співбесіді з потенційним працівником можуть ставити однобокі питання, оскільки їх фокус у виявленні непридатних кандидатів. Уточнення цієї теорії Яковом Тропом та Аківою Ліберманом передбачає, що людина порівнює два різних типи помилок: прийняття хибної гіпотези та відкидання істинної гіпотези. Наприклад, якщо хтось недооцінить чесність друга, він може поставитись до нього з підозрою та втратити дружбу; переоцінка його чесності також може дорого обійтись, але в порівнянні менше. У такому випадку, раціональним є шукати, оцінювати та пам'ятати чесність друга упереджено на його користь. Коли складається перше враження про когось, що він є інтроверт або екстраверт, питання, які відповідають такому враженню, здаються більш емпатичними. Тому при розмові з ймовірним інтровертом здається, що демонстрацією кращих соціальних навичок є питання: «Ви почуваєтесь ніяково в соціальних ситуаціях?», а не «Вам подобаються галасливі вечірки?» Зв'язок між підтверджувальним упередженням та соціальними навичками був підтверджений дослідженням, як студенти знайомляться з іншими людьми. Студенти з високим ступенем самомоніторингу, які більш чутливі до свого оточення та соціальних норм, ставили більш відповідні запитання при опитуванні високостатусних членів професорського складу університету, ніж при знайомстві з такими ж студентами, як вони.
Психологи Дженніфер Лернер та Філіп Тетлок вирізняють два різних види процесу мислення. Пояснювальне мислення нейтрально розглядає різні точки зору та намагається передбачити всі можливі заперечення до певної позиції, а підтверджувальне мислення намагається виправдати (підтвердити) певну точку зору. Лернер та Тетлок вважають, що коли людина очікує, що їй буде потрібно обґрунтувати свою позицію іншим людям, чия позиція їм уже відома, вони мають тенденцію приймати позицію, схожу на позицію цих людей, а потім використовують підтверджувальне мислення для посилення власної позиції. Однак, якщо зовнішня сторона надмірно агресивна або критична, люди повністю відмовляються від розмірковування та просто намагаються встановити власну позицію без обґрунтування. Лернер та Тетлок стверджують, що люди примушують себе думати критично та логічно лише тоді, коли вони знають заздалегідь, що їм треба буде пояснювати свої думки іншим добре поінформованим людям, які справді зацікавлені в істині та чиї погляди вони ще не знають. Оскільки всі ці умови рідко збігаються, на думку згаданих психологів переважну частину часу люди використовують підтверджувальне мислення.

## Наслідки

### Для фінансів
Внаслідок підтверджувального упередження інвестори можуть діяти з надмірною впевненістю, ігноруючи свідчення, що їхні стратегії призведуть до втрати грошей. У дослідженнях щодо політичних (виборчих) ринків акцій (тобто ринків, прив'язаних до результатів виборів), інвестори отримували більше прибутку, якщо вони не піддавалися упередженню. Наприклад, учасники, які реагували на виступ кандидата на посаду нейтрально, а не як палкі прихильники, мали більшу ймовірність отримати прибуток. Для нейтралізації впливу підтверджувального упередження, інвестори можуть спробувати тимчасово пристати на протилежні погляди. В одній з технік вони повинні уявити, що всі їхні інвестиції провалилися, та пояснити собі, чому так може статися.

### Для фізичного та розумового здоров'я
Психолог Реймонд Нікерсон звинувачує підтверджувальне упередження у неефективних медичних процедурах, що століттями використовувались до появи наукової медицини. Якщо пацієнт одужував, медична влада вважала лікування успішним, замість того, щоб перевірити альтернативні пояснення, наприклад що завершився перебіг хвороби. Упереджене узагальнення є фактором і в сучасній привабливості альтернативної медицини, чиї прихильники сприймають недоведені докази її позитивного впливу, однак надзвичайно критичні до наукових свідчень.
Когнітивна психотерапія, розроблена Аароном Беком на початку 1960-х років, останнім часом стала популярним підходом. Відповідно до Бека, чинником депресії є упереджена обробка інформації. Його підхід навчає людей ставитись до інформації неупереджено замість селективного підсилення негативних поглядів на життя. Згідно з дослідженнями, фобії та іпохондрія також використовують підтверджувальне упередження, коли людина стикається з лякаючою або небезпечною інформацією.

### Для політики та юриспруденції

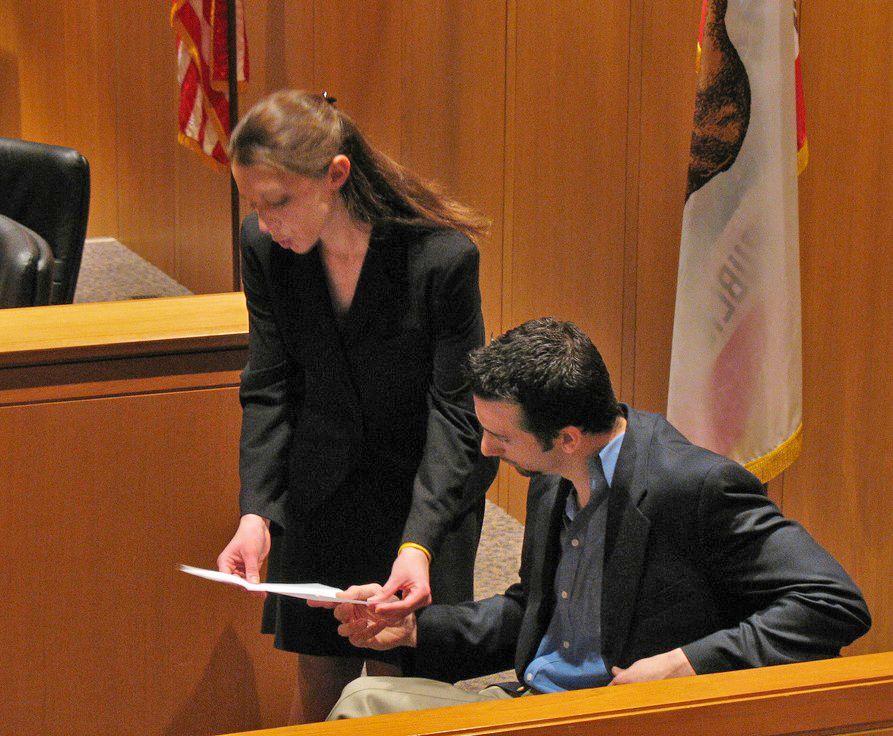
«Ігрові суди» дозволяють науковцям вивчати підтверджувальні упередження в реалістичній обстановці.

Нікерсон доводить, що судження в юридичному та політичному контексті є деколи підсвідомо упередженим, бо надається перевага висновкам, які вже були прийняті суддями, журі присяжних або урядами. Оскільки докази/свідчення на суді присяжних можуть бути складними, неоднозначними, а присяжні часто приймають свої рішення щодо вердикту достатньо рано на процесі, то слід очікувати ефекту поляризації ставлень. Ця гіпотеза (що присяжні ставатимуть більш категоричними в своїх поглядах у міру розгляду судом доказів/свідчень) була підтверджена в експериментах з «ігровими судами» (несправжні суди, які використовуються для відпрацювання адвокатами промов або для навчання студентів судової практики). Підтверджувальне упередження має вплив і в слідчій (англ. inquisitorial) системі кримінального правосуддя в романо-германському праві, і суперницький (англ. adversarial) системі кримінального правосуддя в англо-саксонському праві.
Підтверджувальне упередження може бути чинником у створенні або продовженні конфліктів, від емоційно заряджених суперечок до воєн: інтерпретуючи докази та свідчення на свою користь, кожна зі сторін конфлікту може стати надмірно впевненою в тому, що її позиція сильніша. З іншого боку, підтверджувальне упередження може мати наслідком ігнорування або неправильну інтерпретацію ознак конфлікту, що розпочинається або зароджується. Наприклад, психологи Стюарт Сазерленд та Томас Кіда, кожен окремо, вважали, що адмірал США Хасбенд Кіммель продемонстрував підтверджувальне упередження, коли не звернув уваги на перші ознаки японського нападу на Перл-Гарбор.
Американський професор Філіп Тетлок протягом двох десятиліть здійснював дослідження політичних експертів (було зібрано 28 тисяч прогнозів) та з'ясував, що в цілому, їх прогнози незначно відрізнялись від випадкових та були гірші, за комп'ютерний алгоритм. Він поділив експертів на «лисиць», які дотримувалися багатьох гіпотез та «їжаків», які були більш догматичні. В цілому, прогнози «їжаків» були менш точними. Тетлок пояснював їх невдачу підтверджувальним упередженням, зокрема, їх нездатністю використовувати нову інформацію, яка суперечила їх теоріям.

### Для паранормального
Одним з факторів привабливості екстрасенсорних «зчитувань» в тому, що ті, хто звертається до екстрасенсів, застосовують підтверджувальне упередження, що узгоджує твердження екстрасенса з їхнім власним життям. Коли екстрасенс каже багато неоднозначних тверджень, він дає клієнту більше можливостей знайти відповідність. Це одна з технік холодного зчитування, коли екстрасенс може надати суб'єктивно вражаючий опис клієнта без будь-якої первинної інформації про нього. Відомий канадсько-американський ілюзіоніст та скептик Джеймс Ренді порівняв розшифровку «зчитування» та розповідь клієнта про нього і побачив, що в клієнта було виражене селективне пригадування про «попадання».
Яскравою ілюстрацією підтверджувального упередження в реальному світі (а не в лабораторії) Нікерсон вважає нумерологічну пірамідологію (практики пошуку значень та знання у пропорціях єгипетських пірамід). Оскільки існує значна кількість обмірів, які можна здійснити, наприклад в Піраміді Хеопса, і багато шляхів для їх комбінування та інтерпретації, то ті, хто дивиться на дані вибірково, майже 100 % знайдуть вражаючу узгодженість, наприклад з вимірами Землі.

### Для науки
Наукове мислення вирізняє з-поміж інших видів мислення пошук не лише підтверджуючих, а й спростовуючих доказів. Однак не раз в історії науки вчені чинили спротив новим відкриттям внаслідок селективної інтерпретації або ігнорування «неприйнятних» даних. Попередні дослідження показали, що оцінка якості наукових досліджень особливо чутлива до підтверджувального упередження, а саме — не один раз науковці вище оцінювали дослідження, результати яких збігалися з попередніми переконаннями цих науковців, ніж ті, які не відповідали їх переконанням. Хоча в рамках наукового мислення, якщо досліджуване питання суттєве, побудова експерименту правильна, а дані чітко та повно описані, то результати є важливими для наукового товариства і не повинні розглядатися з упередженням, незалежно від того, відповідають вони поточним теоріям чи ні.
В контексті наукового дослідження підтверджувальні упередження можуть підтримувати теорії чи програми досліджень, навіть якщо докази на їх підтримку недостатні або суперечливі; що особливо часто ставалося в галузі парапсихології.
Підтверджувальне упередження експериментатора може потенційно вплинути на те, про які дані він повідомляє. Дані, які конфліктують з його очікуваннями, можуть відкидатися легше, що призводить до так званого ефекту ящика для документів. Для подолання такої тенденції навчання науковців включає шляхи запобігання цього упередження. Наприклад, такі речі як рандомізоване контрольоване дослідження у плануванні експерименту  (у поєднанні з їх систематичним оглядом) спрямовані на мінімізацію джерел упередження. Соціальний процес рецензування колегами також вважається шляхом для зменшення впливу упереджень окремих науковців, хоча саме по собі рецензування може зазнавати впливу таких упереджень. Таким чином, підтверджувальне упередження може особливо шкодити об'єктивним оцінкам тих результатів, що не відповідають гіпотезі, оскільки упереджені особистості можуть вважати такі результати слабкими по суті та не замислюватися про необхідність перегляду їх переконань. Науковці, які пропонують щось нове, часто стикаються зі спротивом з боку наукового товариства, а дослідження з контроверсійними результатами часто отримує розгромні рецензії.

### Для самооцінки
Соціальні психологи ідентифікували дві тенденції серед того, як люди шукають або інтерпретують інформацію про себе: самоверифікація, прагнення закріпити/підсилити наявну самооцінку, та самопокращення, прагнення отримати позитивну реакцію. Обидві тенденції реалізуються з залученням підтверджувальних упереджень. В експериментах, коли люди отримували реакцію на себе, що суперечить їх самооцінці, вони з меншою ймовірністю звертали на неї увагу чи запам'ятовували, ніж коли отримували підтверджуючу реакцію. Вони зменшували вплив такої інформації, інтерпретуючи її як ненадійну. Схожі експерименти показали, що люди надають перевагу позитивній реакції та людям, які так реагують, перед негативною.

## Нотатки
1. ↑   Генетик Девід Перкінс вигадав термін «упередження моєї сторони», коли посилався на надання переваги «моїй» стороні проблеми. (Baron, 2000, с. 195)
2. ↑  Текст в цитованій статті: Тухман (1984) описала форму реалізації підтверджувального упередження в процесі виправдання політик, ухвалених урядом: «Коли якась політика була ухвалена та запроваджена, всі подальші дії є зусиллями з її виправдання» (ст.245), на прикладі політики, яка призвела до участі США у війні у В'єтнамі, де армія США була присутня 16 років, попри численні докази, що з самого початку це було не виправдано.

 Твердолобість, джерело самообману — це фактор, який має на диво велику роль в уряді. Він складається з оцінки ситуації в термінах раніше усталених думок про неї, повністю ігноруючи або відкидаючи будь-які протилежні знаки. Це — діяти як хочеш, одночасно не дозволяючи собі відвертатися на факти. Його вершиною є твердження істориків про Філіпа II Габсбургського, чия твердолобість перевершила твердолобість всіх правителів: «жодний приклад провалу його політики не ставив під сумнів його віру у притаманну цій політиці досконалість». (ст.7)

Дурість, на її думку, є однією з форм самообману, що характеризується «наполяганням на думках, які вкоренилися, незалежно від доказів протилежного» (ст.209)
3. ↑  «Упередження асиміляції» — інший термін, який використовується для упередженої інтерпретації інформації. (Risen та Gilovich, 2007, с. 113)
4. ↑  Він також використовував термін «упередження верифікації». (Poletiek, 2001, с. 73)